# Bohinj község
Bohinj község (szlovén nyelven Občina Bohinj) Szlovénia 212 (2012) alapfokú közigazgatási egységének, azaz községének egyike a Gorenjska statisztikai régióban, központja Bohinjska Bistrica település.

## A községhez tartozó települések
Bohinj község területe a völgynél jóval kiterjedtebb: hozzá tartoznak a Jelovica és Pokljuka platók déli oldalai, a Bohinji-hegység északi oldala, de ide tartozik maga a Triglav is. Lakossága 5222 fő (2002). 
A községhez Bohinjska Bistrica székhelyen kívül a következő települések tartoznak:
- Bitnje
- Bohinjska Češnjica
- Brod
- Goreljek
- Gorjuše
- Jereka
- Kamnje
- Koprivnik v Bohinju
- Laški Rovt
- Lepence
- Log v Bohinju
- Nemški Rovt
- Nomenj
- Podjelje
- Polje
- Ravne v Bohinju
- Ribčev Laz
- Savica
- Srednja vas v Bohinju
- Stara Fužina
- Studor v Bohinju
- Ukanc
- Žlan

## Népesség
| Lakosok száma | 5214 | 5263 | 5223 | 5202 | 5197 | 5152 | 5127 | 5138 | 5118 | 5360 |
|               | 2008 | 2009 | 2011 | 2012 | 2013 | 2015 | 2016 | 2017 | 2019 | 2020 |